# W Motors
W Motors is een autofabrikant uit de Verenigde Arabische Emiraten, opgericht in Libanon in 2012 en gevestigd in Dubai. W Motors is eerste ontwikkelaar van hoogwaardige luxe sportwagens in het Midden-Oosten. 

## Geschiedenis
W Motors werd in 2012 opgericht door CEO en eigenaar Ralph Debbas, en de fabrikant introduceerde tijdens de Qatar Motor Show in 2013 zijn eerste model, de Lykan Hypersport. Van dit model, met een verkoopprijs van 3,4 miljoen dollar, zijn zeven exemplaren geproduceerd, in samenwerking met Magna Steyr in Italië en RUF Automobile in Duitsland. De Lykan kreeg internationale bekendheid toen de auto door acteur Vin Diesel werd gereden in de film Furious 7.
In 2015 volgde het tweede model, de Fenyr Supersport. Dit model is in een jaarlijkse oplage van 25 stuks geproduceerd en verkocht voor een prijs van 1,6 miljoen dollar. Ook voor deze auto werd de productie uitbesteed. In 2020 werd gestart met de bouw van een eigen productiefaciliteit in Dubai.
De fabrikant had in 2021 ongeveer 50 werknemers en een geschatte omzet van 25 miljoen dollar.

## Galerij

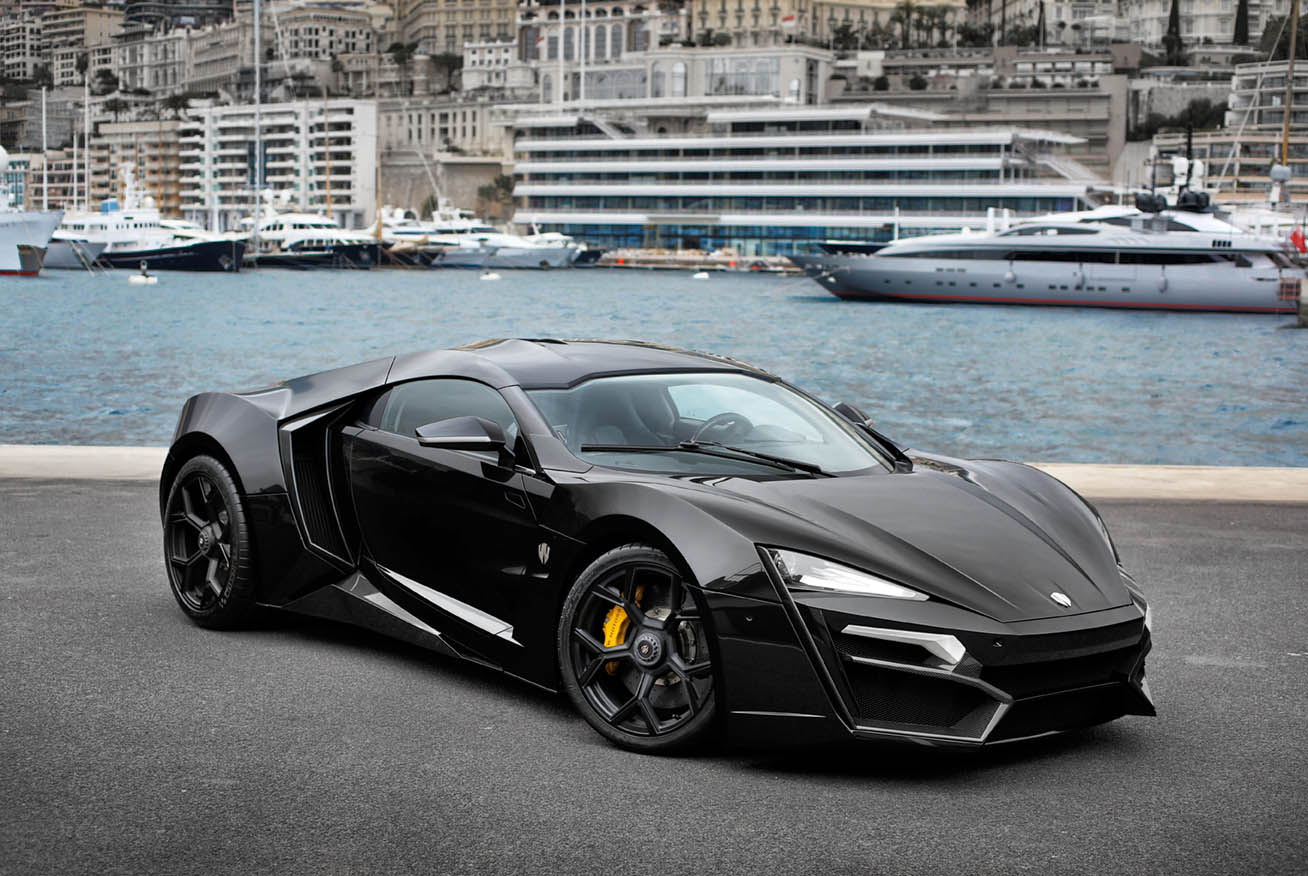
Lykan Hypersport
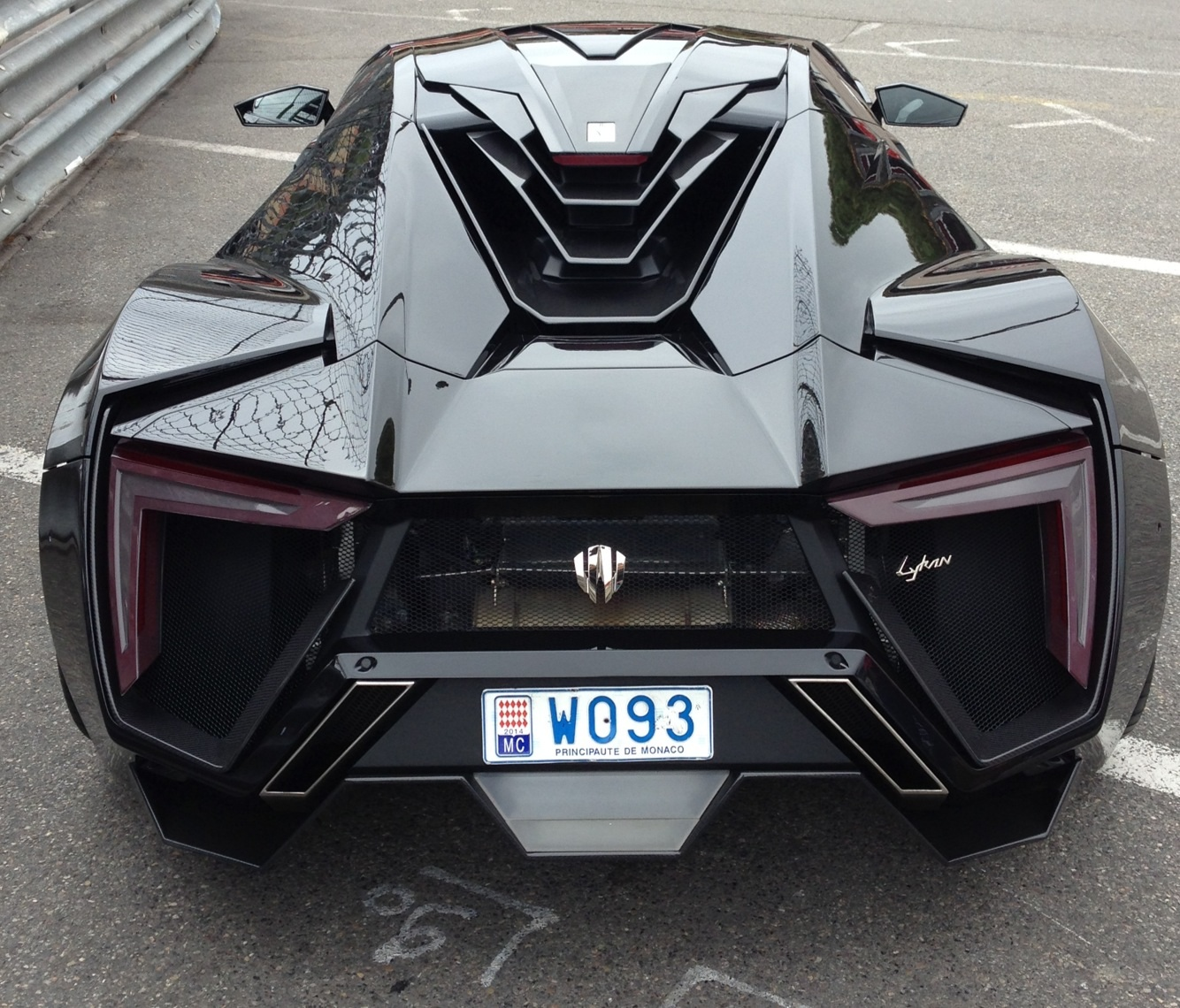
Lykan Hypersport
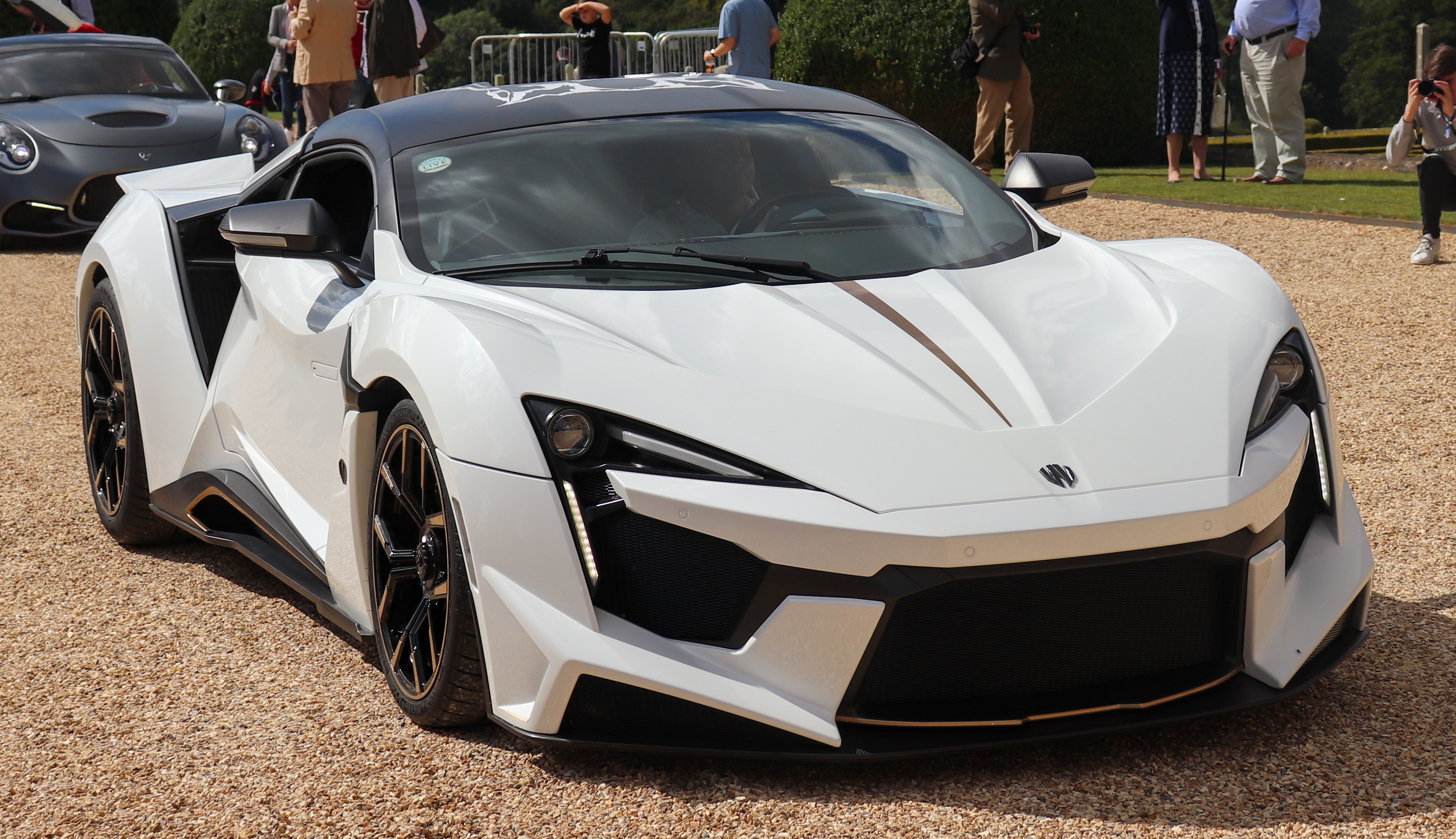
Fenyr Supersport
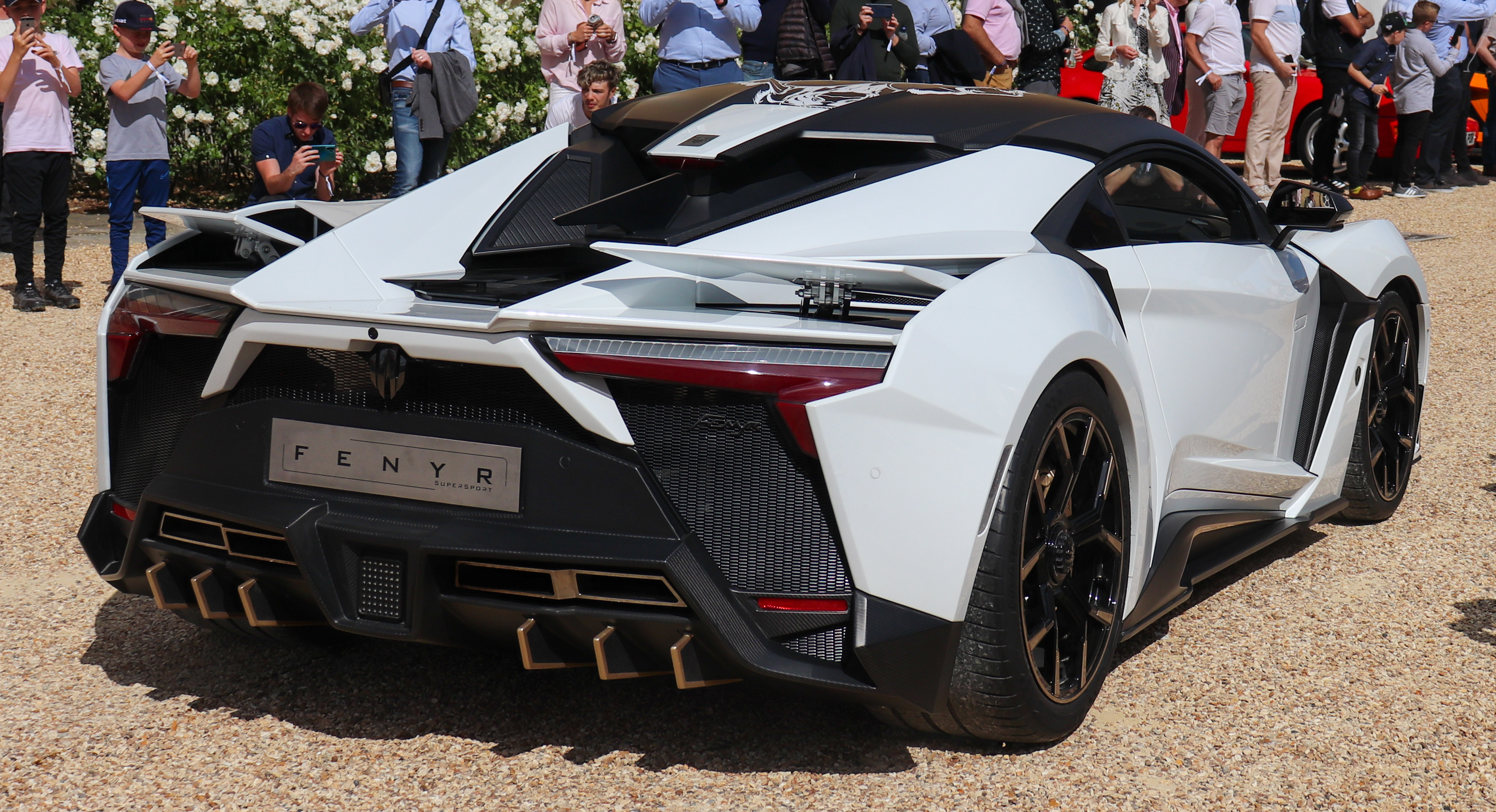
Fenyr Supersport

- Library of Congress Control Number: sh2016002317
- Nationale Bibliotheek van Israël: 987007400230705171